# Глинянец
Глинянец (укр. Глинянець) — село на Украине, находится в Немировском районе Винницкой области.
Код КОАТУУ — 0523080202. Население по переписи 2001 года составляет 242 человека. Почтовый индекс — 22814. Телефонный код — 4331.
Занимает площадь 1,26 км².

## Адрес местного совета
22814, Винницкая область, Немировский р-н, с. Байраковка